# Pabégou
Pabégou est l'un des quatre arrondissements de la commune de Copargo dans le département de la Donga au Bénin.

## Géographie
Pabégou est situé au centre-ouest du Bénin et compte 6 villages que sont Bamisso, Gnanfounoun, Pabegou, Palampagou, Tchaklero I et Tigninoun.

## Démographie
Selon le recensement de la population de 2013 conduit par l'Institut national de la statistique et de l'analyse économique (INSAE), Pabégou compte 14 177 habitants  .